# Tatiana Antoshina
Tatyana Andreyevna Antoshina (em russo:  Татьяна Андреевна Антошина; nascida em 27 de julho de 1982) é uma ciclista russa que competiu nos Jogos Olímpicos de Verão de 2012 na prova de estrada feminina, terminando em vigésimo quinto, e no contrarrelógio, terminando em décimo segundo.